# Papp János (igazgató)
Papp János (Hódmezővásárhely, 1806 vagy 1815 körül – Miskolc, 1850. június 3.) református líceumi igazgató-tanár.

## Élete
Szülővárosában végezte tanulmányait, majd ezután Máramarosszigetre ment tanárnak a főgimnáziumba, ahol 1841-ig, négy évig, viselte hivatalát. Ekkor a miskolci főgimnáziumba hívták meg igazgató-tanárnak és ezen állását 1842. szeptember 4-én el is foglalta. Általános tekintélyben részesült és az intézetet 1850. június 3-án bekövetkezett haláláig igazgatta. A halotti anyakönyv szerint tüdővészben hunyt el 35 éves korában. Az iskola növendékei hálájuk jeléül szép emlékkövet állíttattak sírja fölé az avasi temetőben.
Cikke az Athenaeumban (1842. I. Nézetek a philosphia fogalma- s ágairól).

## Munkája
- Beszédek, mellyek a miskolczi ref. lyceum bölcsészeti osztályainak 1845 nyárhó 7. és 8. napjain tartott közvizsgálatai alkalmával mondattak el. Miskolcz, 1845. (Ebben tőle: Vizsgálat megnyitó beszédben értekezik arról, hogy a köztanítás miért nem szül mindig kellő sikert és Beszéde, melylyel a bölcsészeti pályavégzett ifjakat elbocsátá).